# Званое (озеро, Азинский сельсовет)
Зва́ное (устар. Званы; бел. Званае) — озеро на территории Полоцкого района в Витебской области Белоруссии. Находится около одноимённой деревни в 18 км к северо-западу от Полоцка. Исток реки Званица в бассейне Западной Двины.
Озеро располагается на высоте 127,9 м над уровнем моря в Азинском сельсовете на северо-западе Полоцкого района. Котловина остаточного типа с округлой формой вытянутой с северо-запада на юго-восток. Склоны крутые, суглинистые и супесчаные. Площадь озера составляет 128 га. Длина — 1,78 км, наибольшая ширина — 1,1 км. Береговая линия длиной 5,13 км. Максимальная глубина — 3 м, средняя — 1,9 м. Объём воды в озере — 2,49 млн м³. Подвержено зарастанию. Дно плоское, выстлано тонкодетритовым сапропелем. Берега низкие, сплавинные. С восточной стороны впадают два ручья. Площадь водосборного бассейна — 5 км². На северо-западе из озера вытекает Званица, левый приток Дриссы.
Ихтиофауна: щука, плотва, линь, серебряный карась, золотой карась, окунь.